# Полюлях Микита Анатолійович
Микита Анатолійович Полюлях (нар. 15 березня 1993, Дніпродзержинськ, Україна) — український футболіст, центральний півзахисник кам'янець-подільського «Епіцентра». Виступав у юнацькій збірній України (U-19).

## Клубна кар'єра
Вихованець дніпродзержинського футболу. У дитячо-юнацькій футбольній лізі України виступав за київські клуби — «Відрадний» та «Динамо». З 2008 року по 2010 рік грав за дніпропетровський «Дніпро». У 2006 році також грав в чемпіонаті Дніпропетровської області за «Енергоюніор» з Дніпродзержинська.
Потім виступав протягом близько двох років за «Дніпро» в молодіжній першості України, в якому провів 31 гру. У жовтні 2010 року в складі «Дніпра» став срібним призером Кубку Кучеревського.
На початку 2011 року перейшов в донецький «Металург». Спочатку виступав за дубль. 21 травня 2011 року дебютував у Прем'єр-лізі України в останньому турі сезону 2010/11 років у виїзному матчі проти луцької «Волині» (1:3), тренер команди Володимир П'ятенко випустив Микиту на поле наприкінці гри на 87-ій хвилині замість Фанендо Аді. У червні 2011 року вперше поїхав на збір разом з основною командою «Металурга» в Австрію. В липні 2014 року відправився в річну оренду до алчевської «Сталі». Навесні 2015 року виступав в аматорському клубі ВПК-Агро з Магдалинівки.
Влітку 2015 року переїхав до Грузії, де захищав кольори потійського «Колхеті-1913», який виступав в елітному дивізіоні. 5 серпня 2016 року підсилив команду краматорського «Авангарду». У складі краматорців провів 4 сезони в першій лізі, зігравши за цей час 109 ігор, в яких відзначився двома голами.
У 2020 році підписав угоду з рівненським «Вересом», який повернувся до першої ліги. У квітні 2021 року перепідписав контракт із рівнянами до червня 2022 року. Разом із рівнянами здобув золоті нагороди у Першій лізі і здобув право підвищитися у класі. За два сезони у футболці «Вереса» провів за клуб 43 матчі, голами не відзначився.
У липні 2022 приєднався до команди ЛНЗ із Черкас, за яку провів 15 матчів у Першій лізі та здобув із клубом путівку до УПЛ.
27 липня 2023 року підписав контракт із першоліговим «Епіцентром» із Кам'янця-Подільського.

## Кар'єра в збірній
У складі юнацької збірної України до 17 років виступав з 2008 року по 2010 рік і зіграв в 25 матчах, в яких забив 4 голи. У 2009 році на турнірі пам'яті Віктора Баннікова став бронзовим призером. Також він брав участь на турнірах у Туреччині, Португалії та Польщі.
В рамках елітного кваліфікаційного раунду на юнацький чемпіонат Європи 2010 в Ліхтенштейні Микита Полюлях зіграв 3 матчі. Україна тоді в своїй групі посіла останнє 4-те місце, поступившись Грузії, Нідерландам і Чехії.
У 2011 році був викликаний Олегом Кузнєцовим до складу юнацької збірної до 19 років на Меморіалі Гранаткіна, який проходив Санкт-Петербурзі. На турнірі він провів 4 матчі, а збірна України стала бронзовим призером.

## Клубна статистика
| Сезон              | Команда                  | Турнір             | І   | Г |
| ------------------ | ------------------------ | ------------------ | --- | - |
| 2008-2009          | Дніпро (Дніпропетровськ) | Чемпіонат (дубль)  | 7   | 0 |
| 2009-2010          | Дніпро (Дніпропетровськ) | Чемпіонат (дубль)  | 18  | 0 |
| 2010-2011          | Дніпро (Дніпропетровськ) | Чемпіонат (дубль)  | 7   | 0 |
| 2010-2011          | Металург (Донецьк)       | Прем'єр-ліга       | 1   | 0 |
| 2010-11            | Металург (Донецьк)       | Чемпіонат (дубль)  | 9   | 0 |
| 2011-2012          | Металург (Донецьк)       | Чемпіонат (дубль)  | 25  | 1 |
| 2012-2013          | Металург (Донецьк)       | Чемпіонат (дубль)  | 26  | 3 |
| 2013-2014          | Металург (Донецьк)       | Прем'єр-ліга       | 2   | 0 |
| 2012-14            | Металург (Донецьк)       | Чемпіонат (дубль)  | 20  | 0 |
| 2015               | ВПК-Агро (Шевченковка)   | Аматорська ліга    | 6   | 0 |
| 2015-2016          | Колхеті-1913 (Грузія)    | ВЛ                 | 23  | 0 |
| 2016-2017          | Авангард (Краматорськ)   | Перша ліга         | 31  | 1 |
| 2017-2018          | Авангард (Краматорськ)   | Перша ліга         | 31  | 0 |
| 2018-2019          | Авангард (Краматорськ)   | Перша ліга         | 20  | 1 |
| 2019-2020          | Авангард (Краматорськ)   | Перша ліга         | 27  | 0 |
| 2020-21            | «Верес» (Рівне)          | Перша ліга         | 27  | 0 |
| 2021-22            | «Верес» (Рівне)          | Прем'єр-ліга       | 16  | 0 |
| 2022-23            | ЛНЗ (Черкаси)            | Перша ліга         | 15  | 1 |
| Прем'єр-ліга разом | Прем'єр-ліга разом       | Прем'єр-ліга разом | 19  | 0 |
| Перша ліга разом   | Перша ліга разом         | Перша ліга разом   | 151 | 3 |

## Досягнення
- Кубок України
  -  Фіналіст (1): 2011/12